# B-Klasse (1916)
Die B-Klasse war eine Klasse von Kleinst-U-Booten der italienischen Marine, die während des Ersten Weltkrieges im Juli 1915 konzipiert und in Kleinstserie produziert wurde. Sie war Nachfolger der A-Klasse, war 30 % größer, hatte eine größere Reichweite und wurde parallel zur A-Klasse produziert.

## Entwicklungsgeschichte
Entwicklung und Bau der B-Klasse erfolgten unter der Leitung von General Ferrati unter höchster Geheimhaltung in der Marinebasis in La Spezia. Der Bauauftrag umfasste ursprünglich sechs Boote, wurde dann jedoch infolge der aufwendigen Fertigung auf nur drei Boote beschränkt, die die Bezeichnungen B 1, B 2 und B 3 erhielten. Die Indienststellung der drei Boote erfolgte zwischen dem 8. Juli und 25. November 1916. Ihr Einsatzgewicht betrug 46 t (Leerzustand 40 t). Die Bewaffnung bestand aus zwei 45-cm-Torpedos, die nicht mehr wie beim Vorgängermodell aufgesetzt, sondern in dafür vorgesehenen Torpedorohren im Bug abgeschossen werden konnten. Die Besatzung bestand nun aus einem Offizier und vier Mann.

## Boote der Klasse
| Boot | Bauwerft              | Kiellegung    | Stapellauf        | Indienststellung  |
| ---- | --------------------- | ------------- | ----------------- | ----------------- |
| B 1  | Marinebasis La Spezia | 16. Juli 1915 | 8. Juli 1916      | 8. Juli 1916      |
| B 2  | Marinebasis La Spezia | 16. Juli 1915 | 1. Oktober 1916   | 1. Oktober 1916   |
| B 3  | Marinebasis La Spezia | 16. Juli 1915 | 25. November 1916 | 25. November 1916 |

Quellen

## Einsätze
Die Boote B 1 und B 2 lösten die in Bari stationierten A-Boote A 2 und A 4 ab und nahmen einen intensiven Wachdienst vor der dortigen Küste auf, blieben aber bis zum Kriegsende ohne Feindberührung. B 3 wurde in Venedig stationiert, litt jedoch permanent an Maschinenproblemen und verbrachte mehr Zeit in Trockendocks als auf See. Im Januar 1919 wurden alle drei Boote außer Dienst gestellt und verschrottet.